# Gévrise Émaneová
Gévrise Émaneová, francouzsky Gévrise Émane (* 27. července 1982 Yaoundé, Kamerun) je francouzská zápasnice – judistka afrického původu. Je majitelkou bronzové olympijské medaile z roku 2012.

## Sportovní kariéra
Do Francie se přestěhovala s rodinou v útlém dětství. S judem začala ve 12 letech na předměstí Paříže v Neuilly-Plaisance. Do francouzské seniorské reprezentace se dlouho nemohla prosadit, především kvůli svému nižšímu vzrůstu. V roce 2003 dokonce uvažovala o reprezentování rodného Kamerunu. Po olympijských hrách v Athénách však přišel průlom v její sportovní kariéře. Émaneová je ambiciózní judistka, velmi silná v boji o úchop. Jako jedna z mála žen zvládá na vrcholové úrovni techniku seoi-nage na obě strany. Připravuje se v klubu Levallois-Perret pod vedením Christiana Chaumonta.
V roce 2008 se jí nevydařily olympijské hry v Pekingu. Jako mistryně světa protaktizovala zápas prvního kola proti Španělce Leire Iglesiasové na šido. Po olympijských hrách změnila váhovou kategorii za polostřední, ale rok jí trvalo než si na novou váhu zvykla. V roce 2010 potom válčila s novými pravidly boje.
V roce 2011 se po dvou letech trápení vrátila na své dřívější pozice. V roce 2012 patřila k hlavním favoritkám na zlatou medaili na olympijských hrách v Londýně. Turnaj však pojala příliš takticky. Osudným se jí stal čtvrtfinálový duel s Mongolkou Mönchzaja, se kterou prohrála v prodloužení na šido. V boji o třetí místo se utkala s Jihokorejkou Čong Ta-un a zvítězila na praporky. V turnaji nezaznamenala jedinou bodovanou techniku, přesto získala bronzovou olympijskou medaili.
Od roku 2013 jí z pozice reprezentační jedničky odsunula talentovaná Clarisse Agbegnenouová. V roce 2014 se svojí osobní trenérkou Cathy Fleuryovou rozhodla k návratu do střední váhy a v roce 2015 získala svůj třetí titul mistryně světa.

### Vítězství
- 2005 - 1x světový pohár (Rotterdam)
- 2006 - 1x světový pohár (Varšava)
- 2008 - 1x světový pohár (Paříž)
- 2009 - 1x světový pohár (Abú Zabí)
- 2010 - 2x světový pohár (Paříž, Moskva)
- 2011 - 1x světový pohár (Paříž), turnaj mistrů (Baku)
- 2012 - 1x světový pohár (Varšava)
- 2013 - 1x světový pohár (Samsun)
- 2014 - 4x světový pohár (Casablanca, Sofia, Čedžu, Kano Cup)

## Výsledky
| Olympijské hry     | —  |     |    |    | úč. |     |     |    | 3. |    |     |     |    |  |  |  |  |  |  |  |  |
| Mistrovství světa  |    | 2.  |    | 1. |     | úč. | úč. | 1. |    | 3. | —   | 1.  |    |  |  |  |  |  |  |  |  |
| Evropské hry       |    |     |    |    |     |     |     |    |    |    |     | úč. |    |  |  |  |  |  |  |  |  |
| Mistrovství Evropy | —  | úč. | 1. | 1. | 3.  | —   | úč. | 1. | 1. | —  | úč. | úč. | 1. |  |  |  |  |  |  |  |  |
| ME do 23 let       | 2. |     |    |    |     |     |     |    |    |    |     |     |    |  |  |  |  |  |  |  |  |